# Делвино (Благоевградская область)
Делвино (болг. Делвино) — село в Благоевградской области Болгарии. Входит в состав общины Благоевград. Находится примерно в 3 км к востоку от центра города Благоевград. По данным переписи населения 2011 года, в селе  проживало 56 человек, преобладающая национальность — болгары.

## Население
| Год     | 1934 | 1946 | 1956 | 1965 | 1975 | 1985 | 1992 | 2001 | 2011 |
| ------- | ---- | ---- | ---- | ---- | ---- | ---- | ---- | ---- | ---- |
| Жителей | 238  | 235  | 249  | 200  | 74   | 39   | 35   | 50   | 56   |

|  |